# 眞帆志ぶき
眞帆 志ぶき（まほ しぶき、1933年2月5日 - 2020年3月9日）は、日本の女優、歌手で元宝塚歌劇団の男役スターである。本名:名和 富美子（なわ ふみこ、旧姓鈴木）。なお旧芸名の表記（読み方は変更なし）は真帆 志ぶきであった。愛称スータン（旧姓にちなむ）。身長164センチ。
神奈川県川崎市生まれ、出身校川崎高校。

## 来歴
高校を中途退学して宝塚音楽学校へ入学。その後宝塚歌劇団に入団。芸名については「真っすぐに帆を張り、しぶきをあげて元気に行くようにと、（真帆の）父と堀正旗の二人に命名してもらった」（本人談話）
39期生として1952年、月組公演『アメリカーナ／春のおどり』で初舞台を踏む。宝塚入団時の成績は首席。同期生に朝丘雪路、千之赫子らがいた。当初花組へ配属。
早くから実力を開花させ入団4年目の1955年12月花組公演『国性爺合戦』のメイン級に抜擢される。1960年、雪組に異動。明石照子と互角の活躍をみせた。
1962年限りで退団した明石の後任として同7月宝塚大劇場公演『花のオランダ坂／ナンバー・ワン』で雪組主演男役を務める。相手役は加茂さくら（1968年加茂自身の専科転出まで）、大原ますみ（1969年以降）が主につとめた。
1970年、郷ちぐさと汀夏子に雪組トップを譲り声楽専科へ異動。第25回文化庁芸術祭賞優秀賞受賞。1971年6月星組公演『ノバ・ボサ・ノバ』（初演）に特別出演、義賊ソール役で主演。また同年暮れには、第22回NHK紅白歌合戦にも歌手として初出場を果たした。その後も各組の公演への特別出演のみならず、実力を買われて精力的に帝国劇場、歌舞伎座、日生劇場などへの外部出演もこなし、1975年3月6日付で宝塚を退団。最終出演公演の演目は雪組公演『ザ・スター』。
退団後は劇団四季の『シーソー』など多岐の団体の諸作品への出演も幾度となく行いキャリアを積んだが、後に自身の高齢化などもありリサイタルやワンマンショー、宝塚のOGイベント出演に活動の重点をおいていた。
2014年、古巣・宝塚歌劇団創立100周年記念で創設された『宝塚歌劇の殿堂』最初の100人のひとりとして殿堂入りを果たした。
2020年3月9日午前9時、老衰のため東京都内の自邸にて死去した。87歳没。
一般社団法人映像コンテンツ権利処理機構においては不明権利者とされている。

## 人物
- 真帆の身長は164センチで、当時の男役としては破格の長身だった。
- トップ披露公演となった『花のオランダ坂』では作家・菊田一夫の指導のもと演技開眼、宝塚歌劇団史に輝く三拍子そろった芸達者の誕生であり、熱狂的な"スータンファン"も多く、在団中にさる玩具メーカーから真帆を模した"スータン・ドール"という人形も作られたほどだった。（人形化されたスターは天海祐希など非常に数が少ない）
- これが8年あまりトップ在任がつづいた当時としても異例の"長期政権"を産み、そのスター性は汀夏子ら当時の雪組後輩男役組子の多くにも影響を与えた。
- 『ノバ・ボサ・ノバ』『シャンゴ』、サヨナラ公演となった『ザ・スター』などを作った鴨川のことを大変敬愛しており、鴨川も申し分のない実力と芸事への取り組みを見せた真帆には全幅の好感・信頼を寄せていたともいわれる。

## 出演

### 宝塚時代の主な舞台
- 『国性爺合戦』（花組、1955年12月2日 - 12月26日、宝塚大劇場）
- 『メリー・ウイドウ』（花組、1957年1月1日 - 1月29日、宝塚大劇場）
- 『春の踊り』第一部　花の歌舞伎、第二部　花のエキスプレス（花組、1957年5月1日 - 5月30日、宝塚大劇場）
- 『戯れに恋はすまじ』（雪組、1958年11月1日 - 11月30日、宝塚大劇場）
- 『春の踊り -美しき日本-』『三文アムール』（雪組、1960年5月1日 - 5月30日、宝塚大劇場）
- 『新・竹取物語』（雪組、1960年9月2日 - 9月29日、宝塚大劇場）
- 『残雪』『華麗なる千拍子』（雪組、1961年2月3日 - 2月26日、宝塚大劇場）
- 『ブンガムラティ』（雪組、1961年6月2日 - 6月29日、宝塚大劇場）
- 『花のオランダ坂』＊初演  『ナンバー・ワン』（雪組、1962年7月3日 - 7月30日、宝塚大劇場）
- 『皇帝と魔女』（雪組、1962年10月2日 - 10月30日、宝塚大劇場）
- 『あなたは追われている』（星・雪組、1962年12月1日 - 12月27日、宝塚大劇場）
- 『ハイウェイ・ブルース』『不死鳥のつばさ燃ゆとも』（雪組、1963年2月2日 - 2月27日、宝塚大劇場）
- 『夏』『青春のバカンス』（雪組、1963年6月4日 - 6月30日、宝塚大劇場）
- 『クレオパトラ』（雪組、1963年10月31日 - 11月29日、宝塚大劇場）
- 『南の哀愁』『これぞ!タカラヅカ』（雪組、1964年1月1日 - 1月28日、新宿コマ劇場）
- 『虹色のタングステン』『花のふるさと物語』（雪組、1964年3月27日 - 5月5日、宝塚大劇場）
- 『レビュー・オブ・レビューズ』（花・雪組合同、1964年5月7日 - 5月31日、宝塚大劇場）
- 『笹四郎の笛』『アンコール・ワット』（雪組、1964年10月1日 - 10月29日、宝塚大劇場）
- 『海に生きる』『ブロードウェイ・テンペスト』（雪組、1964年12月3日 - 12月27日、宝塚大劇場）
- 『楊妃と梅妃』『港に浮いた青いトランク』（雪組、1965年1月29日 - 2月28日、宝塚大劇場）
- 『花の巴里－宝塚』①宝塚おどり絵巻　②世界への招待（特別公演、1965年8月4日 - 8月31日、宝塚大劇場）
- 『憂愁夫人』『レインボー・タカラヅカ』（月組、1966年1月2日 - 1月30日、新宿コマ劇場）
- 『あゝそは彼の人か』（雪組、1966年3月2日 - 3月23日、宝塚大劇場）
- 『南蛮屏風』『春風とバイオリン』（雪組、1966年4月28日 - 5月31日、宝塚大劇場）
- 『紫式部』『ラブ・ラブ・ラブ』（雪組、1966年10月1日 - 10月27日、宝塚大劇場）
- 『わが歌君がため』（星組、1966年10月29日 - 11月30日、宝塚大劇場）
- 『忘れじの歌』『タカラジェンヌに乾杯』（雪組、1967年3月2日 - 3月23日、宝塚大劇場）
- 『おてもやん』『世界はひとつ』（雪組、1967年4月28日 - 5月31日、宝塚大劇場）
- 『花のオランダ坂』＊再演『シャンゴ』＊初演（雪組、1967年9月1日 - 9月28日、宝塚大劇場）＊『シャンゴ』は鴨川清作作
- 『シャンゴ』＊再演（雪組、1968年3月1日 - 3月26日、宝塚大劇場）
- 『トリスタンとイゾルデ』『愛と夢とパーティ』（雪組、1968年6月29日 - 7月29日、宝塚大劇場）
- 『ハリウッド・ミュージカル』（花組、1968年11月1日 - 12月1日、宝塚大劇場）バディ・ストーン作・演出
- 『タカラヅカ'68』（雪組、1968年12月3日 - 12月26日、宝塚大劇場）
- 『祭』『ハムレット』（雪組、1969年2月1日 - 2月27日、宝塚大劇場）
- 『回転木馬』（雪組、1969年5月31日 - 7月3日、宝塚大劇場）
- 『能登の恋歌』『ラブ・パレード』（雪組、1969年10月2日 - 10月29日、宝塚大劇場）
- タカラヅカEXPO'70『四季の踊り絵巻』『ハロー!タカラヅカ』（雪組、1970年3月14日 - 4月14日、宝塚大劇場）
- 『春ふたたび』『フォリー・タカラジェンヌ』（雪組、1970年5月28日 - 7月1日、宝塚大劇場）
- 帝国ホテルシアターレストラン公演（1970年7月3日 - 7月27日）
- 『シンガーズ・シンガー』（雪組、1971年1月1日 - 1月28日、宝塚大劇場）
- 『ノバ・ボサ・ノバ』－盗まれたカルナバル－（星組、1971年5月29日 - 6月29日、宝塚大劇場）- ソール
- 『ひばりのすべて』（1971年7月5日 - 7月31日、帝国劇場）
- 『ノバ・ボサ・ノバ－盗まれたカルナバル－』（雪組、1971年8月6日 - 8月31日、東京宝塚劇場）- ソール
- 帝国ホテルシアターレストラン公演（1971年9月1日 - 9月26日）
- 『愛のコンチェルト－ある小さな星のお話－』（星組、1971年11月2日 - 11月28日、東京宝塚劇場）
- 『愛のコンチェルト－ある小さな星のお話－』（星組、1972年1月1日 - 1月27日、宝塚大劇場）
- 帝国ホテルシアターレストラン公演（1972年6月1日 - 6月28日）
- 『ポップ・ニュース』（花組、1972年9月2日 - 10月1日、宝塚大劇場）
- 『シャイニング・ナウ!』（全組合同、1972年12月2日 - 12月12日、宝塚大劇場）
- 『愛のラプソディ』（雪組、1973年2月1日 - 2月27日、宝塚大劇場）
- 『ファニー・フィーリング』（月組、1973年5月26日 - 6月28日、宝塚大劇場）
- 『ラブ・ラバー－さよなら恋のベニス－』（雪組、1973年11月1日 - 12月2日、宝塚大劇場）
- 『ロマン・ロマンチック』（月組、1974年1月31日 - 2月26日、宝塚大劇場）
- 『花のオランダ坂』＊再々演『インスピレーション 』（月組、1974年6月27日 - 7月24日、宝塚大劇場）
- 『ザ・スター－さよなら真帆志ぶき－』（月組、1974年11月2日 - 11月27日、東京宝塚劇場）
- 『ザ・スター－さよなら真帆志ぶき－』（雪組、1975年2月1日 - 2月27日、宝塚大劇場）

### 宝塚外部および退団後の舞台
- 『スイート・チャリティー』（1972年、日生劇場） - チャリティ・ホープ・ヴァレンタイン 役
- 『ヴェローナの恋人たち』（1975年、日生劇場、劇団四季公演） - シルヴィア 役
- 『アイ・アム・ミュージカル』（1978年10月、博品館劇場）
- 『シーソー』（1978年12月 - 1979年1月、博品館劇場）
- 『ザ・クラブ』（1981年6月・1983年2月、1989年5月、博品館劇場）
- 『代能楽集・源氏供養』（1981年7月7日 - 15日、東京・国立劇場小劇場）

### コンサート
- 真帆志ぶきリサイタル（1979年7月・博品館劇場）
- '82リサイタル 真帆志ぶき in and out（1982年9月・博品館劇場）

### NHK紅白歌合戦出場歴
| 年度/放送回               | 回 | 曲目               | 出演順 | 対戦相手 |
| ------------------------- | -- | ------------------ | ------ | -------- |
| 1971年（昭和46年）/第22回 | 初 | 嘆きのインディアン | 21/25  | 橋幸夫   |

注意点
- 出演順は「出演順/出場者数」で表す。